# Henri Saivet
Henri Saivet (Dakar, 26 de outubro de 1990), é um futebolista Senegalês que atua como meio-campo. Atualmente, joga pelo Newcastle.

## Carreira
Henri Saivet representou o elenco da Seleção Senegalesa de Futebol no Campeonato Africano das Nações de 2015 e 2017.